# Apamea alpium
Apamea alpium là một loài bướm đêm trong họ Noctuidae.